# Кооперативний будинок №6 на Римарській
Кооперативний будинок № 6 на Римарській — п'ятиповерхова будівля в історичному центрі Харкова, на вулиці Римарській, збудована в стилі модерн, за проєктом архітектора Олександра Ржепішевського.

## Історія
Після того як Олександр Ржепішевський навчався в Петербурзькому інституті цивільних інженерів і працював у Петербурзі, він приїжджає до Харкова для реалізації спільного з архітектором Миколаєм Васильєвим проєкту банка та готелю «Асторія». Він залишається і працює у Харкові наступні 10 років. А в 1912 році він проєктує та будує новий житловий будинок на вулиці Римарській, 6. Будинок був збудований за новою ідеєю компанійських будівель. Це був перший такий будинок у Харкові. Ржепішевський — один з ініціаторів створення в Російській імперії «Товариства приватних квартир», яке можна вважати прообразом сучасних будівельних кооперативів.

Сам архітектор наголошував на економічній доцільності таких будинків: 
«квартира з п'яти кімнат, за яку в прибутковому будинку хазяїну сплачується 1600 крб. на рік, обійдеться володарю власної квартири лише у 300—400 крб. на рік».
У чотирьох- або шести кімнатних квартирах із кабінетом проживали незаможні люди інтелектуальних професій: лікарі, вчителі, інженери, художники, та сам архітектор із сім'єю жили тут з 1912 до 1914 року. У 1914 році вони переїхали до новозбудованого кооперативного будинку по вулиці Римарській, 19, що розташований за 300 метрів від цього.
Будинок на вул. Римарській, 6 виконано у стилі модерн. Асиметричний фасад прикрашено невеликою кількістю ліпнини, пілястрами. Ліва половина будинку вища на 2 поверхи та прикрашена еркером. Під'їзди будинку прикрашені чотирма фонтанами, деякі з яких працюють і досі. Всередині збереглося й інше оздоблення: балюстради на сходах, пілястри, медальйони, плитка та двері. На деяких поверхах збереглися вікна зі скляної цегли.

## Сучасність
Будинок є пам'яткою архітектури та містобудування місцевого значення № 418-Ха. Попри це фасад значно перебудовано. Пошкоджено та зруйновано частину ліпнини, змінено форму пілястр, добудовано балкони, вирізані та розширені двері та вікна.

## Галерея

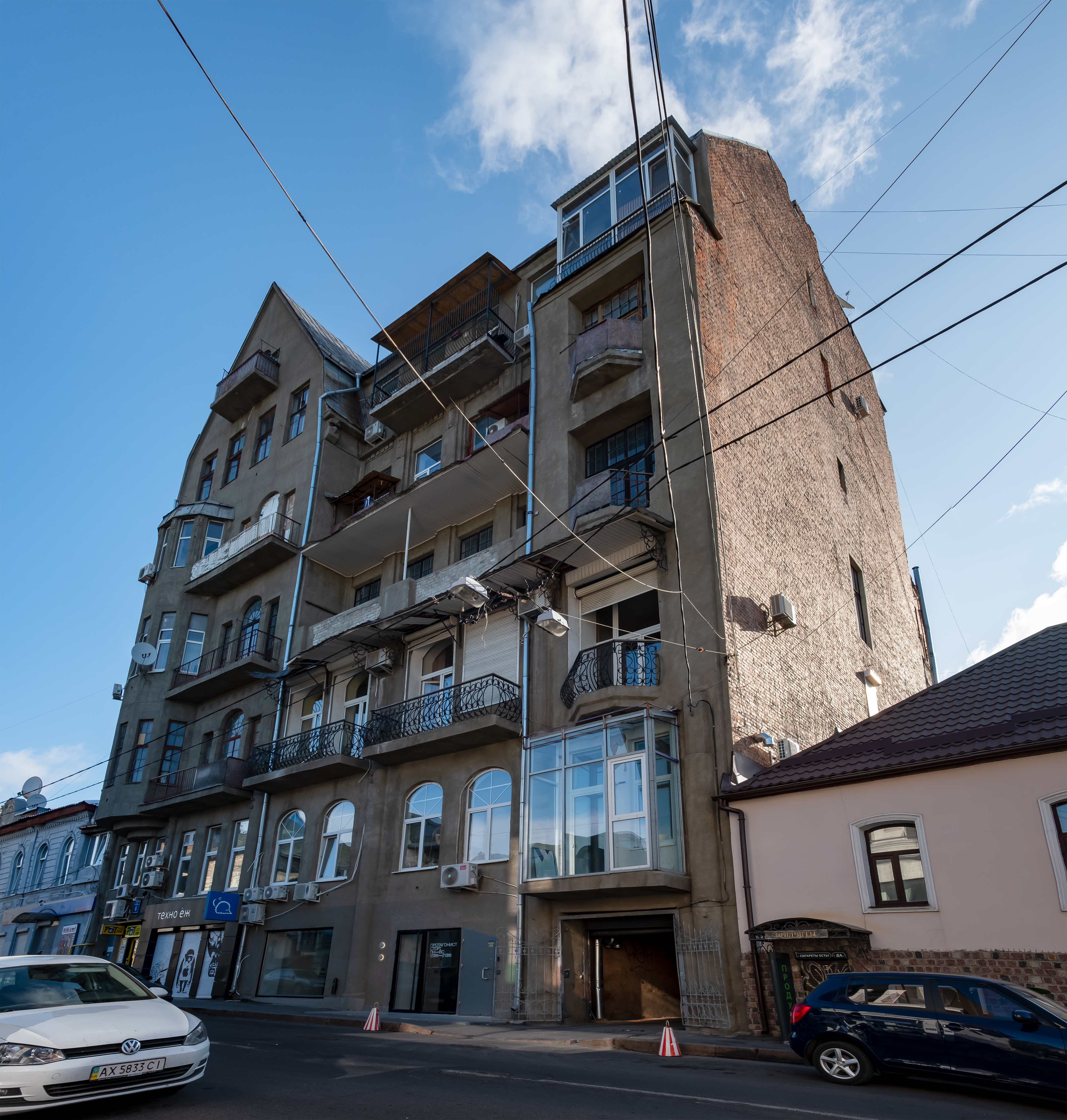
Загальний вигляд будинку
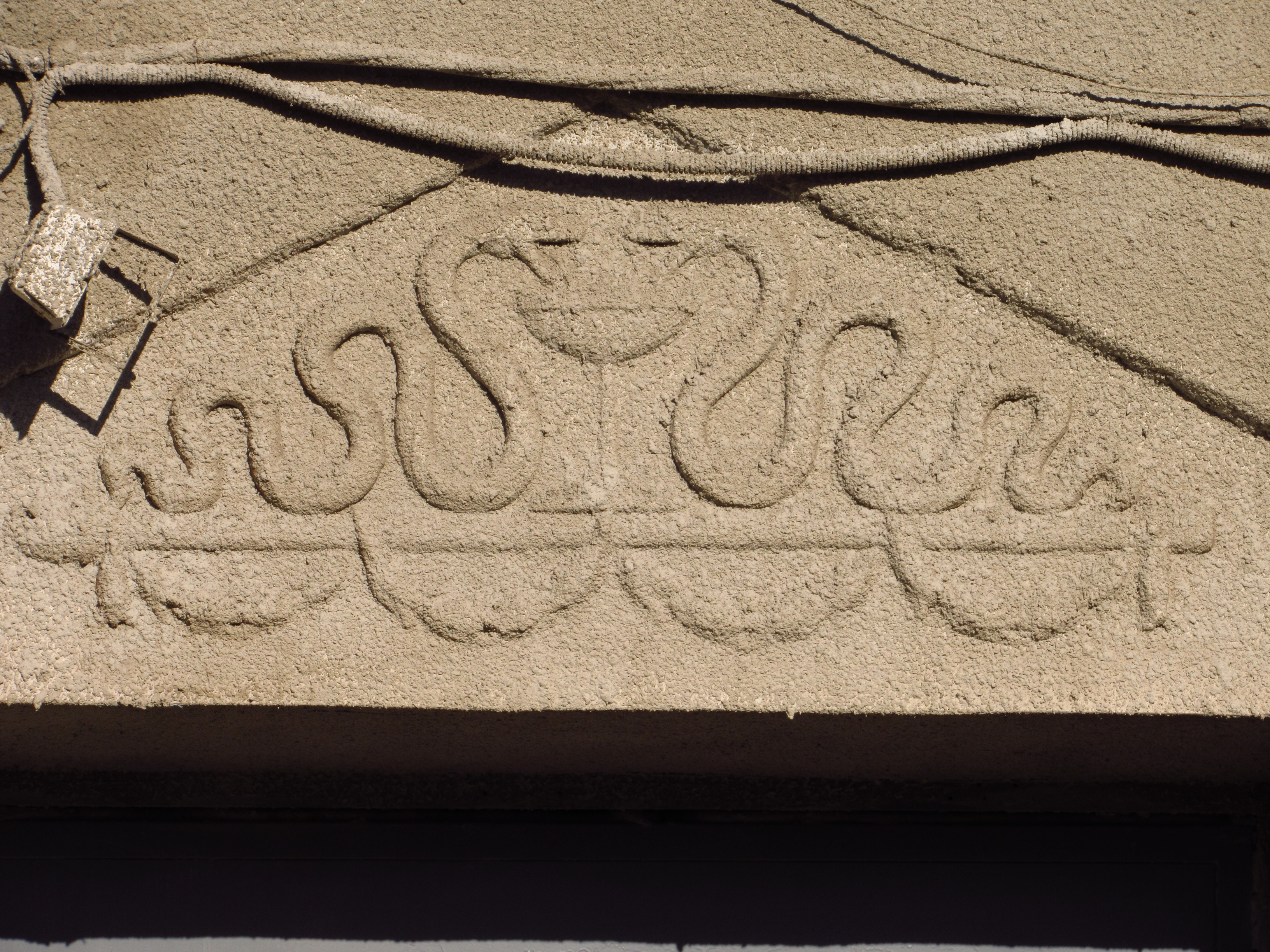
Деталі фасаду